# Malaguti
Malaguti és una empresa italiana fabricant d'escúters i motocicletes que va ser fundada el 1930 a Bolonya per Antonio Malaguti. La seu central és actualment a San Lazzaro di Savena i la planta de muntatge a Castel San Pietro Terme, dues localitats de la ciutat metropolitana de Bolonya. Des de la seva fundació, Malaguti va mantenir el caràcter d'empresa familiar i a data del 2008 encara estava dirigida pels néts del fundador. El 2011 l'empresa va tancar definitivament i el 2018, la marca fou adquirida pel grup austríac KSR Group GmbH.

## Història

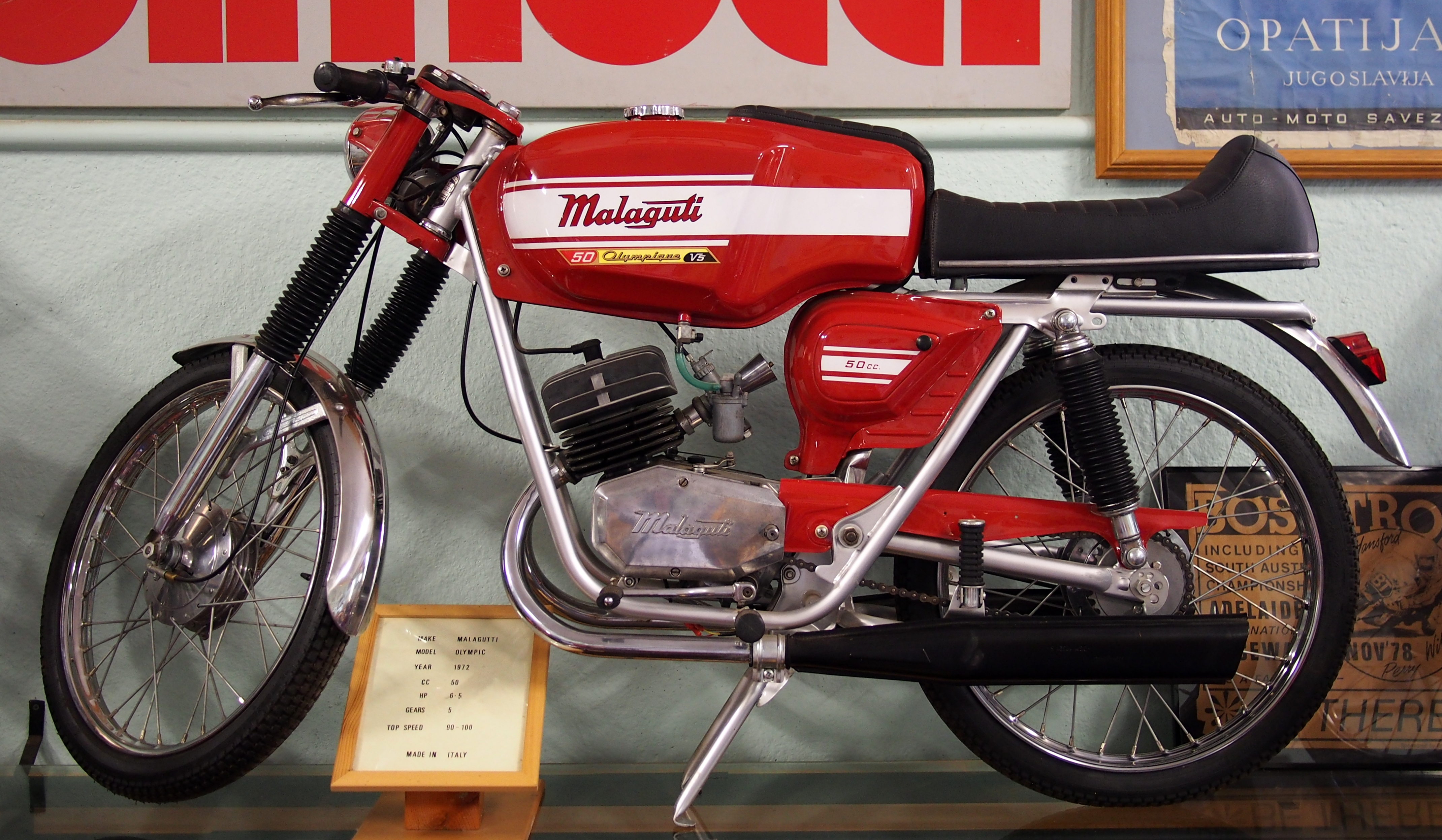
Malaguti Olympique de 1972

Antonio Malaguti va fundar l'empresa com a botiga de bicicletes i, més tard, en va esdevenir fabricant. A diferència dels de l'empresa veïna Ducati, els tallers de Malaguti no van ser afectats pels bombardeigs durant la Segona Guerra Mundial. Un cop acabada la guerra, Malaguti va diversificar la seva producció i va afegir rentadores i altres productes a les bicicletes que fabricava.
La producció de vehicles motoritzats de dues rodes va començar a mitjan dècada del 1950 amb el Mosquito, un ciclomotor econòmic que constava de bastidor de bicicleta i un motor de dos temps. Malaguti va produir motocicletes equipades amb motors de 50 cc de dos temps, equipats primer amb motors alemanys de dues velocitats i més tard amb motors Franco Morini amb caixes de tres, després quatre i finalment cinc velocitats. Es tractava d'una gamma d'aspecte juvenil que incloïa models de tipus "urbà", com el Fifty de 1974, i altres de més esportius de tipus "carretera" (o "velocitat") i "cross". La producció de ciclomotors va durar fins a finals de la dècada del 1970, moment en el qual, com van fer molts altres fabricants, Malaguti es va centrar en la producció d'escúters.
Des de fa anys, Malaguti manté estretes relacions amb el fabricant alemany Sachs i amb Yamaha per al subministrament de motors per als seus escúters.

## Producció
Durant els últims 75 anys, Malaguti ha fabricat més de dos milions de motocicletes de 50 a 500 cc. La producció actual de ciclomotors té lloc a la planta de producció de Minarelli. La sinergia mantinguda durant anys entre Ducati i Malaguti ha permès a aquesta dissenyar i produir rèpliques de la primera sota la marca "Ducati Corse".
El 1994, Malaguti va presentar el model Phantom, les vendes del qual van continuar durant tretze anys, fins que a finals del 2007 va ser substituït pel nou model "R". Entre els models més recents en producció, hi ha un retorn a la fabricació de motocicletes de 125 cc de disseny "clàssic", com ara el model Drakon.

## Competició
La temporada del 2003, Malaguti va participar en els Grans Premis del Campionat del món de motociclisme en la categoria de 125cc amb diferents pilots, entre ells Gábor Talmácsi i Tomoyoshi Koyama, tot i que sense resultats significatius. La marca es va retirar de les competicions al final de la temporada de 2006.